# Kresy (Kocina)
Kresy – część wsi Kocina w Polsce położona w województwie świętokrzyskim, w powiecie kazimierskim, w gminie Opatowiec.
W latach 1975–1998 Kresy administracyjnie należały do województwa kieleckiego.